# Anti Social Media

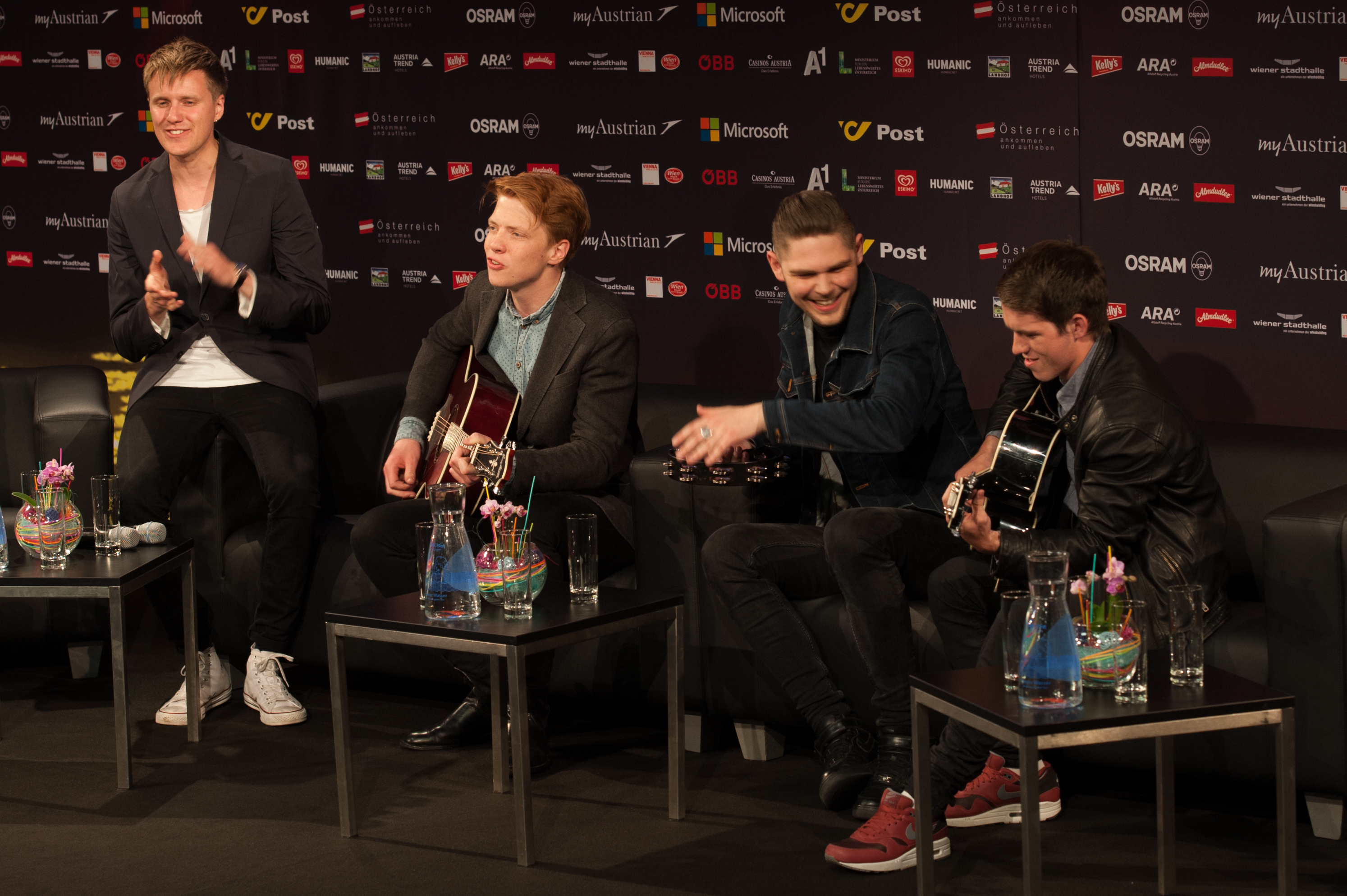
Anti Social Media (2015)

Anti Social Media är en dansk pop-rock grupp som  kommer att representera sitt land i Eurovision Song Contest 2015 med bidraget "The Way You Are.

## Diskografi

### Album
- 2015 - The Way

### Singlar
- 2015 - The Way You Are (Danmarks bidrag i Eurovision Song Contest 2015)
- 2015 - More Than A Friend